# Heterosquilla tridentata
Heterosquilla tridentata is een bidsprinkhaankreeftensoort uit de familie van de Tetrasquillidae. De wetenschappelijke naam van de soort is voor het eerst geldig gepubliceerd in 1882 door Thompson.